# KNK
KNK (hangul: 크나큰) är en sydkoreansk k-pop grupp under YNB Entertainment. Gruppen debuterade den 3 mars 2016.
Gruppen består av de fem medlemmarna Youjin, Seungjun, Inseong, Jihun och Heejun.

## Medlemmar
| Födelsenamn    | Födelsenamn | Födelsedatum     |
| Romanisering   | Hangul      | Födelsedatum     |
| -------------- | ----------- | ---------------- |
| Kim You-jin    | 김유진      | 10 februari 1993 |
| Park Seung-jun | 박승준      | 28 oktober 1993  |
| Jung In-seong  | 정인성      | 1 juli 1994      |
| Kim Ji-hun     | 김지훈      | 20 februari 1995 |
| Oh Hee-jun     | 오희준      | 8 maj 1996       |

## Diskografi

### Album
| Albuminformation                                     | Topplacering          | Topplacering   |
| Albuminformation                                     | Sydkorea (Gaon Chart) | Japan (Oricon) |
| ---------------------------------------------------- | --------------------- | -------------- |
| Knock (Singelalbum) - Släppt: 3 mars 2016            | 15                    | –              |
| Awake (EP-skiva) - Släppt: 2 juni 2016               | 7                     | –              |
| Remain (EP-skiva) - Släppt: 17 november 2016         | 12                    | –              |
| Gravity (Singelalbum) - Släppt: 25 maj 2017          | 6                     | –              |
| Gravity, Completed (EP-skiva) - Släppt: 20 juli 2017 | 8                     | –              |
| Japanska                                             |                       |                |
| U / Back Again (EP-skiva) - Släppt: 11 oktober 2017  | –                     | 7              |

### Singlar
| År   | Titel                          | Topplacering          |
| År   | Titel                          | Sydkorea (Gaon Chart) |
| ---- | ------------------------------ | --------------------- |
| 2016 | "Knock"                        | —                     |
| 2016 | "I Remember" (요즘 넌 어때)    | —                     |
| 2016 | "Back Again"                   | —                     |
| 2016 | "U"                            | —                     |
| 2017 | "Sun, Moon, Star" (해, 달, 별) | —                     |
| 2017 | "Rain" (비)                    | —                     |